# Managua FC
Managua Fútbol Club – nikaraguański klub piłkarski z siedzibą w stołecznym mieście Managua. Występuje w rozgrywkach Liga Primera. Domowe mecze rozgrywa na obiekcie Estadio Nacional de Fútbol.

## Osiągnięcia

### Krajowe
- Liga Primera

| zwycięstwo (2):     | 2018 (A), 2025 (C)                               |
| drugie miejsce (5): | 2017 (A), 2019 (C), 2019 (A), 2020 (C), 2021 (C) |

- Copa Primera

| zwycięstwo (1):     | 2019 |
| drugie miejsce (1): | 2020 |

## Historia
Klub powstał w 2006 roku. Od razu przystąpił do trzeciej ligi nikaraguańskiej, którą wygrał już w pierwszym sezonie (2006) i awansował na drugi szczebel. W 2007 roku zagrał w dwumeczu barażowym o promocję do pierwszej ligi, lecz uległ w nim lokalnemu rywalowi Walter Ferretti (2:0, 0:3). W 2008 roku piłkarze Managui po raz pierwszy w historii awansowali natomiast do najwyższej klasy rozgrywkowej. Tam grali przez rok (2008–2009), następnie spadli do drugiej ligi, by jednak w 2010 roku awansować na najwyższy szczebel po raz kolejny.
Swój pierwszy tytuł mistrza Nikaragui klub wywalczył w sezonie Apertura 2018. Dzięki temu po raz pierwszy wziął udział w międzynarodowych rozgrywkach – Lidze CONCACAF, z której odpadł w 1/8 finału.

### Rozgrywki międzynarodowe
| Sezon | Rozgrywki     | Runda | Klub    | Dom | Wyjazd | Ogólnie      |
| ----- | ------------- | ----- | ------- | --- | ------ | ------------ |
| 2019  | Liga CONCACAF | 1/8   | Motagua | 1:2 | 1:1    | 2:3          |
| 2020  | Liga CONCACAF | 1R    | FAS     | –   | 1:1    | 1:1 (5:4 k.) |
| 2020  | Liga CONCACAF | 1/8   | Olimpia | –   | 0:6    | 0:6          |